# Rick Fuller
Richard Fuller (Middleborough, 1969) è un wrestler statunitense.
È noto per le sue apparizioni in World Championship Wrestling.

## Carriera
Nato a Middleborough, Fuller ha studiato e ha iniziato ad allenarsi nel 1987 sotto la guida di Jimmy Snuka e di Tony Atlas.
All'inizio degli anni '90, Fuller vinse molti titoli nelle federazioni indipendenti e in New England Wrestling Association vinse il NEWA Heavyweight Championship dopo un feud con Scott Garland.

### World Championship Wrestling
Fa il suo debutto in WCW il 13 gennaio 1997 perdendo contro Lex Luger. Apparse spesso a Monday Night Nitro e WCW Saturday Night. Il 22 febbraio perse contro Chris Benoit e il 3 marzo contro Diamond Dallas Page. Il 24 marzo perse un tag team match in coppia con Roadblock contro Lex Luger e The Giant. Dopo alcune sconfitte contro Booker T e Jeff Jarrett, venne sconfitto da Big Show in un 3 on 1 handicap match in coppia con Johnny Swinger e Jerry Flynn. A inizio giugno, continuò a perdere contro Ice Train, Buff Bagwell e Jim Duggan.
Dopo essere stato fra le prime vittime di Bill Goldberg, viene sconfitto da Konnan ma sconfigge Doc Dean il 25 luglio 1998.
Nei mesi successivi, viene sconfitto da Scott Norton, Bryan Clark, Marty Jannetty e Jerry Flynn e anche da Bill Goldberg che nel frattempo aveva conquistato il WCW World Heavyweight Championship. 
Sconfiggendo Lash LeRoux a WCW Worldwide il 26 gennaio 1999, Fuller in squadra con Nelson vinse gli NWA World Tag Team Championship contro Kit Carson e Khris Germany. Tuttavia, i due persero i titoli una settimana dopo contro i Public Enemy. 
Fuller fece poi sporadiche apparizioni in WCW. Sconfisse Sick Boy a WCW Thunder il 14 luglio.

### Ritorno nei circuiti indipendenti
Dopo la chiusura della WCW, Fuller fece ritorno nei circuiti indipendenti, dove militò nella East Coast Championship Wrestling. Fece anche una apparizione per la World Wrestling Federation sconfiggendo Devon Storm ad Hartford il 21 maggio 2001.

### Anni Recenti
Nel 2006, Fuller inizia un feud con Brian Milonas in ECWA. Dopo averlo sconfitto, ribadisce la vittoria anche al ECCW "Road To The Championship", tipico torneo dove il vincitore può sfidare il campione in carica. Il mese successivo debutta in New England Championship Wrestling sconfiggendo Nat Turner il 15 luglio prima di perdere con l'NECW United States Champion Eric Shred per squalifica il 7 ottobre. Inizia una carriera in coppia, ma non riesce a vincere i titoli.
A inizio 2007, perde contro Abyss e, il mese successivo ad uno show della Big Time Wrestling, sconfigge Eddie Edwards ma perde il 2 marzo contro Mister TA. Da fine 2007 a inizio 2008, combatte in Alliance Championship Wrestling. 
Il 18 maggio 2007, Fuller sfida Brian Milonas per il CW Heavyweight Championship riuscendo a vincere. Da notare la presenza di John Cena come arbitro speciale del match e di Vince McMahon sugli spalti.
Il 28 dicembre 2007, Fuller sconfigge Brian Fury vincendo il NECW Triple Crown Heavyweight Championship a Quincy in Massachusetts. Il 27 giugno 2008 Fuller, in coppia con Darren Young sconfigge i Blowout Boys diventando Chaotic Wrestling Tag Team Champion.

## Vita privata
Fuller è sposato ed ha due figli.

## Finisher e Trademarks
- Fuller Effect (Reverse Piledriver)
- Chokeslam
- Spinning wheel kick
- Belly to back suplex
- Big boot
- Chinlock

## Titoli e riconoscimenti
Chaotic Wrestling
- Chaotic Wrestling Heavyweight Championship (1)
- Chaotic Wrestling Tag Team Championship (1 - con Darren Young)

Eastern Wrestling Alliance
- EWA Heavyweight Championship (1)

Lethal Pro Wrestling
- LPW Regional Heavyweight Championship (1)

NWA New England
- NWA New England Heavyweight Championship (1)
- NWA New England Brass Knuckles Championship (1)

NWA Southwest
- NWA World Tag Team Championship (1 – con Knuckles Nelson)

New England Championship Wrestling
- NECW Triple Crown Heavyweight Championship (1)

New England Wrestling Association
- NEWA Heavyweight Championship (3)
- NEWA Tag Team Championship (1)

Top Rope Promotions
- TRP Heavyweight Championship (1)

Powerhouse Wrestling
- PW Tag Team Championship (1 - con Jimmy "Jact" Crash)

Pro Wrestling Illustrated
- 189º nella classifica dei 500 migliori wrestler singoli su PWI 500 (2009)